# Archidiecezja kowieńska
Archidiecezja kowieńska (łac. Archidioecesis Kaunensis) – archidiecezja Kościoła rzymskokatolickiego na Litwie.

## Historia
24 października 1417 dekretem „Litteras sacrosanctae” legata papieskiego, arcybiskupa lwowskiego Jana Rzeszowskiego została erygowana diecezja żmudzka. Pierwotnie siedzibą diecezji było Wornie, w 1864 stolica została przeniesiona do Kowna. 
4 kwietnia 1926 Pius XI bullą Lituanorum gente zawiesił diecezję żmudzką, a jej kontynuatorką ustanowił archidiecezję kowieńską.

## Ordynariusze
- abp Juozapas Skvireckas (1926–1959)
- kard. Vincentas Sladkevicius (1989–1996)
- kard. Sigitas Tamkevičius (1996–2015)
- abp Lionginas Virbalas (2015–2019)
- abp Kęstutis Kėvalas (od 2020)

## Sanktuaria
- Bazylika Archikatedralna św. Apostołów Piotra i Pawła w Kownie
- Kościół św. Jerzego i klasztor Bernardynów w Kownie
- Bazylika Narodzenia Najświętszej Maryi Panny w Szydłowie
- Kościół Nawiedzenia Najświętszej Maryi Panny i klasztor w Pożajściu